# Верешчагино
Верещагино (на руски: Верещагино) е град, административен център на Верещагински район, Пермски край. Населението му към 1 януари 2018 година е 21 969 души.